# 熱帯医学
熱帯医学（ねったいいがく、英 Tropical medicine）とは、医学の中でも熱帯でみられる疾患の研究や、国際保健、気候変動対策も対象とする学問である。日本では唯一、長崎県長崎市に熱帯医学に関する研究所『長崎大学熱帯医学研究所』がある。また同研究所は『日本熱帯医学会』も主宰している。
ケース・ウェスタン・リザーブ大学からは「The American Journal of Tropical Medicine and Hygiene; AJTMH」というこの分野の専門医学雑誌が発行されている。

## 疾患対象
熱帯でみられる疾患には特性があり、感染症が多いことがあげられる。
- マラリア
- デング熱
- ジカ熱
- 日本脳炎
- 黄熱病
- HTLV感染症 (Tropical spastic paraparesis; TSP, HAMと同じ病態のこと)
- リーシュマニア症
- トキソプラズマ症
- 肝蛭症
- 赤痢アメーバ
- クリプトスポリジウム症
- 糞線虫症

など
貧困からくる保健衛生の問題、医療の問題も混然としている。
シンガポールでは、マラリア対策として、蚊の産卵場所である水たまりを徹底的に排除している。このような衛生対策は貧困国では現実的ではなく、行われていない。
結核はヒトからヒトへと感染するため、治療自体が保健衛生上の良い対策である。しかし貧困のため、受け取った薬を売却するなどして、中途で治療を放棄する例が後を絶たず、多剤耐性結核菌の蔓延を助長している。
蚊帳のマラリア対策の有効性と経済性を検討するなど、検査や薬物治療のみならず、研究対象としている。

## 研究組織
- アメリカ熱帯医学衛生学会（英語版）（アメリカ合衆国バージニア州アーリントン）
- 王立熱帯医学衛生学会（英語版）（イギリス・ロンドン）
- 長崎大学熱帯医学研究所（日本・長崎市）
- オーストラリア熱帯衛生医学研究所（英語版）（オーストラリア・クイーンズランド州）
- ベルンハルト・ノホト熱帯医学研究所（英語版）（ドイツ・ハンブルク）
- アントウェルペン熱帯医学研究所（英語版）（ベルギー・アントウェルペン）
- フィリピン熱帯医学研究所（フィリピン・モンティンルパ）
- バンコク熱帯医学校（英語版）（タイ・バンコク）
- リバプール熱帯医学校（英語版）（イギリス・リバプール）
- ロンドン大学衛生熱帯医学校（イギリス・ロンドン）
- アントン・ブライン公衆衛生・熱帯医学センター（英語版）
- テュレーン大学公衆衛生・熱帯医学大学院（アメリカ合衆国ルイジアナ州ニューオーリンズ）
- Société Francophone de Médecine Tropicale et Santé Internationale（フランス）
- The Australasian College of Tropical Medicine
- Walter Reed Tropical Medicine Course - Silver Spring, Maryland, USA

## 引用・文献
1. ↑  “日本熱帯医学会”. 2010年2月18日閲覧。